# Comissió Provincial de Monuments
Les Comissions Provincials de Monuments neixen a Espanya per una reial ordre de 1844. La principal missió de les comissions era la conservació i restauració dels monuments històrics de propietat estatal i la creació de museus d'antiguitats. Segons les bases redactades el 1844, les comissions es dividien en tres seccions: biblioteques i arxius; escultura i pintura; arqueologia i arquitectura.
L'obra més destacada de la Comissió de Barcelona fou la creació del Museo Provincial de Antigüedades. El 1932, amb l'aprovació de l'Estatut, les competències de les Comissions passaren a la Generalitat, i no va ser fins al 1936 que la Comissió de Barcelona desaparegué definitivament.

## Fons
El fons de la Comisión Provincial de Monumentos Históricos y Artísticos de Barcelona es conserva a l'Arxiu Fotogràfic de Barcleona i està integrat per fotografies del final del segle xix i principi del segle XX que mostren edificis emblemàtics de Barcelona i de poblacions catalanes com Tarragona, Solsona i Ripoll. Són imatges de façanes, portalades i detalls arquitectònics que evidencien la riquesa monumental del país. A més, el fons conté el projecte de restauració, que no es va executar, de la Catedral de Tarragona presentat pels arquitectes Elies Rogent i August Font.
Les fotografies arriben a l'Arxiu Històric de la Ciutat de Barcelona a través d'una ordre de 1936 per la qual la Generalitat de Catalunya resol el traspàs de la documentació de la Comissió Provincial de Monuments de Barcelona a l'Arxiu Històric de la
Ciutat. Fins aquell moment, el material s'aplegava a l'Acadèmia de les Bones Lletres, antiga residència de la Comissió. Totes les fotografies venen marcades amb un segell de tinta de la Comissió.